# Oleg Gordievskij
Oleg Antonovitj Gordievskij (ryska: Олег Антонович Гордиевский), född 10 oktober 1938 i Moskva, död 4 mars 2025 i Surrey, var en rysk underrättelseofficer för Sovjetunionen och senare dubbelagent. Han är protagonist i böckerna KGB: The Inside Story (svensk översättning: KGB Inifrån), av honom själv och Christopher Andrew, samt Spion och förrädare av Ben Macintyre i samarbete med Oleg Gordievskij.

## Uppväxt och utbildning
Oleg Gordievskij växte upp i Sovjetunionen med en far som var officer i NKVD (Sovjetunionens säkerhetstjänst). Han gick ut skolan med goda studieresultat, där han också lärde sig tyska, innan han sökte in och blev antagen till Moskvas statliga institut för internationella relationer. Där underställde sig även Gordievskij en lång NKVD-utbildning, i vilken bland annat ingick kurser om hur västvärlden fungerar samt spionageträning. Under sin tid på institutet fick han bland annat lära sig att slåss, skjuta, komma undan någon som skuggar en samt hur man ska agera för att observera utan att dra till sig uppmärksamhet. Han utvecklade också sina tyskkunskaper och lärde sig därtill att tala svenska, danska och norska.

## Karriär

### Posteringarna i Östberlin och Köpenhamn (1960–1965)
Sedan Gordievskij var färdigutbildad blev han posterad för utrikestjänst i Östberlin år 1961, där han arbetade i ett år innan han återvände till Moskva. I efterhand har han sagt sig anse att Berlinmuren gav uttryck för Sovjetunionens grymhet. Det var en av Gordievskijs första uppenbarelser om Sovjetunionen, som han tidigare varit strikt lojal mot, men det var en uppfattning som var strikt förbjuden, och han sökte därför förtränga den. År 1963 anslöt sig Gordievskij till KGB, där han till en början var posterad på högkvarterets avdelning för Storbritannien och Skandinavien. Tre år senare lyckades han få en eftertraktad utlandspostering på den sovjetiska ambassaden i Köpenhamn, där han bedrev underrättelseverksamhet mot främst Danmark och Sverige. Efter två år fick Gordievskij underhandskontakt med företrädare för den danska underrättelsetjänsten PET, som efter omfattande hemlighetsmakeri lyckades rekrytera Gordievskij till den brittiska underrättelsetjänsten MI6. Övergången skedde genom ytterst försiktiga närmanden.

### Tiden som agent för MI6 (1965–1985)
Gordievskij har på senare år uppgett att det främst var Pragvåren och den frihetskänsla som han fick uppleva i Köpenhamn som fick honom att vända sig mot Sovjetunionen och KGB. Under sin första tid i Danmark gick större delen av Gordievskijs fritid ut på att i hemlighet söka upp sina kontaktpersoner i väst utan att väcka sina ambassadkollegers uppmärksamhet, eller för den delen skrämma bort kontaktpersonerna. Gordievskij ägnade också mycket tid åt att läsa litteratur som var förbjuden i Sovjetunionen. Till en början gick hans underrättelseverksamhet främst ut på att ge MI6 och väst en förståelse för och insyn i hur Sovjet och i synnerhet KGB fungerade. Så småningom utvecklades emellertid verksamheten till en omfattande kontraspionageverksamhet och vid ett tillfälle uppger Gordievskij att han ska ha spelat en avgörande betydelse i undvikandet av ett kärnvapenkrig.
Parallellt med sin underrättelseverksamhet för väst levererade Gordievskij också underrättelser till KGB om väst, men det var i regel sådan information som MI6 hade gett honom. Dessa underrättelser som MI6 medvetet utlämnade till Sovjet var i de flesta fall riktiga, men sådant som i underrättelsevärlden kallas för ”småpotatis”. Småpotatis kunde vara allt från politiskt skvaller till ritningar över infrastruktur och information om konfidentiella möten. Det var information som i och för sig var hemlig, men som MI6 bedömde inte kunde vara till någon större skada sett till hur mycket de å sin sida fick ut av KBG genom Gordievskij.

#### Avgörande underrättelser

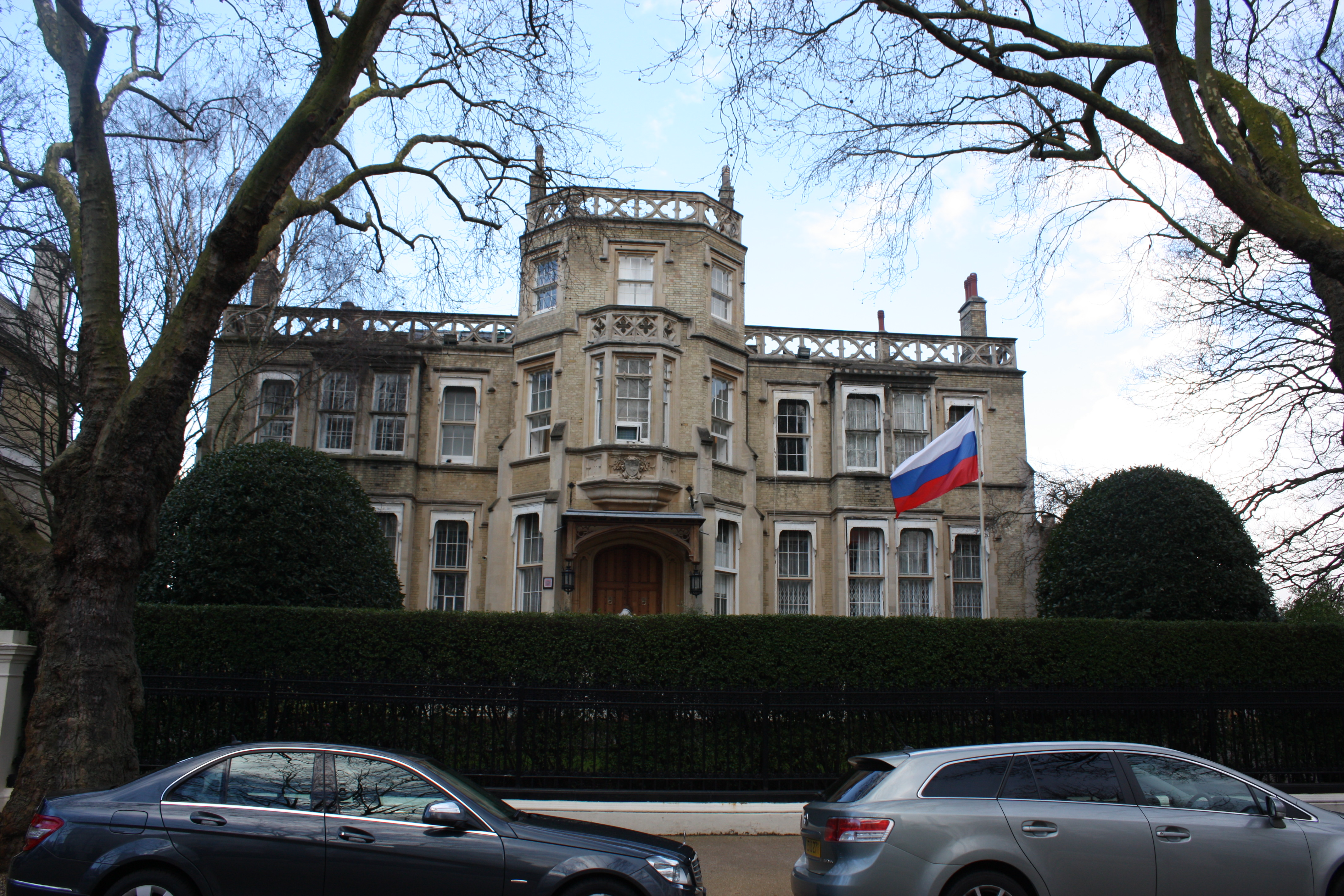
Rysslands ambassad i London.

Ett första genomslag i MI6:s verksamhet genom Oleg Gordievskij kom när han med stor försiktighet kunde röja Stig Berglings spionverksamhet i Sverige. Detta kunde han göra strax innan han blev återkallad till Moskva efter sin andra Köpenhamnspostering år 1978. En annan underrättelse som har beskrivits som en av hans viktigaste var hans förutsägelse av Michail Gorbatjovs presidentskap. Gordievskijs i särklass viktigaste förtjänst var dock hans underrättelser under Able Archer 83. Gordievskij kunde genom MI6 förmedla till Storbritanniens dåvarande premiärminister Margaret Thatcher att Sovjetunionens ledarskap var allvarligt oroat för att Natos övning Able Archer 83 i själva verket var en attack mot Sovjetunionen, varför landet förberedde sig på kärnvapenkrig i högsta beredskap. Efter denna händelse gick Thatcher ut i ett offentligt uttalande och underströk att det var en försvarsövning. Gordievskij själv, som hade god insyn i både väst- och östblocket, har hävdat att världen under Able Archer 83
var närmare ett fullskaligt kärnvapenkrig än någonsin innan eller efter.

#### Chef för KGB i London
Efter att ha blivit återkallad till Moskva i ett antal år lyckades Gordievskij bli posterad som sovjetisk resident i London år 1982, och denna gång som acting resident (tillförordnad chef för KGB-organisationen i Storbritannien). I London fortsatte  Gordievskijs underrättelseverksamhet på högvarv, och han levererade dokument och uppgifter till väst som uppges ha varit helt avgörande i kalla kriget.

## Misstänkliggjord och upptäckt
Gordievskijs tid som acting resident i London avslutades abrupt den 16 maj 1985 efter order från Moskva. Gordievskij själv trodde att det var hans kolleger som misstänkliggjort honom genom att ifrågasätta hur en officer som han kunde ha en sådan hög position men samtidigt bara leverera ”småpotatis” utan någon avgörande betydelse. I själva verket var det dubbelspionen Aldrich Ames vid CIA som hade röjt Gordievskijs verksamhet. Gordievskij informerade MI6 om att han genom telegram blivit återkallad till Moskva och att han anade oråd. MI6 gav honom då valet att genom Storbritanniens försorg få en kvalificerad skyddsidentitet och militärt beskydd under resten av sitt liv eller resa till Moskva med risken för att bli avslöjad. Med anledning av Gordievskijs växande hat mot Sovjetunionen och det lyckade samarbetet med MI6 ville han dock göra ett sista försök med att fortsätta sin underrättelseverksamhet mot KGB och beslutade sig därför för att åka till Moskva enligt ordern och spela på att han blivit falskt angiven. Gordievskij har hävdat att om hans KGB-chefer vid den tidpunkten hade haft övertygande bevisning mot honom, hade han inte blivit återkallad utan mördad på plats. Han antog därför att det endast fanns indicier och återvände. Väl i Moskva upptäckte Gordievskij att hans lägenhet blivit genomsökt, där han bland annat förvarade förbjuden litteratur. Misstänkt för spioneri mot Sovjetunionen i maskopi med främmande makt utsattes han senare av KGB för förhör under tortyrliknande former utan att erkänna någonting.

### Operation Pimlico
I samband med att Gordievskij återvände till Moskva 1985 förberedde sig hans kontaktpersoner på MI6 på att sjösätta en nödplan som sedan tidigare var planerad i syfte att smuggla ut honom från Sovjet, för det fall han verkligen var avslöjad. Då riskerade han nämligen att bli avrättad. Operationen, som sattes i verket den 19 juli 1985, kallades inom MI6 för Operation Pimlico. Planen gick i korthet ut på att Gordievskij skulle vänta i ett visst gathörn en viss vardag klockan 19.30, med en Safewayväska som signal. En MI6-agent skulle då gå förbi med en Harrodsväska och äta på en Mars, och om de två fick ögonkontakt skulle flyktplanen aktiveras omedelbart. Den 19 juli 1985 gav sig Gordievskij ut på sin vanliga joggingtur, men han lyckades avvika från sin vanliga runda och smita från sina KGB-svansar. Han steg ombord på ett tåg till Viborg, nära finska gränsen, där han möttes av brittiska ambassadbilar, och efter en lång resa lyckades de skaka av sig de tre KGB-övervakningsbilar som följt efter dem. Gordievskij låg i bagageutrymmet på en Ford Sierra inpackad i aluminiumfolie när han smugglades över gränsen till Finland och flögs sedan till Storbritannien via Norge. När han väl anlände till Storbritannien ändrades hans MI6-kodnamn till OVATION.

## Livet efter Sovjetunionens fall
År 1990 gav Gordievskij, tillsammans med Christopher Andrew, ut KGB: The Inside Story (svensk översättning: KGB inifrån i två band på Bonniers). Böckerna ger en redogörelse för KGB:s historia utifrån Gordievskijs egna upplevelser, den hemliga historiebok han skrev åt KGB samt anteckningar och KGB-dokument. Första bandet avhandlar tiden från ryska revolutionen fram till andra världskrigets slut. Andra volymen täcker in tiden från krigets slut fram till perestrojkan. Intressant är bland annat Yassir Arafats roll som kommunistagent, KGB:s roll i fredsrörelserna under 1970- och 80-talen och de ”aktiva åtgärder” i form av förfalskade dokument och desinformation som under efterkrigstiden framför allt spreds i tredje världen. Oleg Gordievskij är även protagonist i romanbiografin Spion och förrädare av Ben Macintyre.